# Camilo, el cura guerrillero
Camilo, el cura guerrillero es una película documental colombiana de 1974 dirigida por Francisco Norden con fotografía de Gustavo Nieto Roa. El documental relata, mediante entrevistas, la vida y obra de Camilo Torres Restrepo, sacerdote católico colombiano perteneciente al grupo guerrillero ELN y símbolo de la revolución latinoamericana después del Che Guevara. Aparecen en el filme personalidades como Gabriel García Márquez, Luis Villar Borda, Alfonso López Michelsen y Álvaro Gómez Hurtado, entre otros.